# Петраков, Виктор Степанович
Виктор Степанович Петраков (род. 15 января 1949) — советский баскетболист и российский спортивный функционер. Мастер спорта СССР международного класса.

## Биография
Воспитанник киргизской баскетбольной школы.
Выступал за ЦСКА. Рекордсмен команды по числу побед в чемпионатах СССР — 10 титулов (1972-74, 1976-82). Серебряный призёр ЧЕ-1977.
По окончании карьеры — функционер. Президент ЦСКА в середине 90-х.
Отец баскетболисток Елены Барановой и Анны Петраковой.